# Aristides Augusto Milton
Aristides Augusto Milton, mais conhecido como Aristides Milton (Cachoeira, 29 de maio de 1848 — Rio de Janeiro, 26 de janeiro de 1904), foi um magistrado, político, periodista e historiador brasileiro, membro dos institutos históricos do Brasil (IHGB) e da Bahia (IGHB). Foi presidente da província de Alagoas, de 6 de janeiro a 18 de junho de 1889.

## Biografia
Nasceu Aristides Milton no Recôncavo Baiano, filho do major Tito Augusto Milton e de Leopoldina Clementina Milton. Realizou os estudos fundamentais no Ginásio Baiano, do Barão de Macaúbas.
Formou-se em Direito no ano de 1868, pela Faculdade de Direito do Recife, logo a seguir ingressando na magistratura, sendo juiz em Lençóis e depois substituto em Salvador, no Piauí e, voltando à Bahia, em Maracás. Durante esse período também milita no Partido Conservador, pelo qual é eleito deputado provincial em mais de uma legislatura.
Entre 1886 a 1889 é deputado geral (equivalente ao mandato de deputado federal), exercendo a função de secretário da Câmara. Participando da política com a Proclamação da República, é deputado constituinte em 1889 e deputado federal nas quatro primeiras legislaturas do novo regime, e foi presidente da comissão encarregada da elaboração do novo Código Penal.
Durante algum tempo foi o chefe de polícia em Sergipe e, de volta à cidade natal, exerce ali a vereança e a presidência da Câmara local. Ali também atua como provedor da Santa Casa de Misericórdia da cidade. Em 1881 assumiu a presidência de Alagoas.
Na imprensa foi fundador, ainda quando estudante e ao lado de colegas como Castro Alves, do jornal O Futuro (no Recife); ele havia conhecido Alves ainda bem criança, quando este brevemente morou em Cachoeira e ambos foram alunos do mestre-escola Antônio Frederico Loup, voltando a se encontrar nos bancos do Ginásio Baiano. Contribuiu com o Correio da Bahia, de 1872 a 1876, quando este jornal era um órgão vinculado ao Partido Conservador; na cidade natal fundou o Jornal de Cachoeira.
Participa como membro fundador do Instituto Histórico e Geográfico da Bahia, e é colaborador em sua revista. Em primeiro de agosto de 1896 foi eleito membro correspondente do Instituto Histórico e Geográfico Brasileiro.

## Publicações
Dentre outros trabalhos, Aristides Milton publicou:
- “A Campanha de Canudos” (Revista do IHGB, t. 63, p. 2).
- “A Constituição no Brasil”. Notícia histórica, RJ, 1895.
- "Efemérides Cachoeirenses", BA, 1903.
- “A República e a Federação no Brasil”. Acontecimentos na Bahia (Rev. IHGB, t. 60 p. 2)
- “Carta sobre a incumbência de escrever a história da Guerra de Canudos na Bahia” (R. IHGB, t. 58, p. 2).

Publicou ainda:
- "A Federação do Guanais"